# Catarina Parr
Catarina Parr (Londres, 1512 – Winchcombe, 5 de setembro de 1548) foi a sexta e última esposa do rei Henrique VIII e Rainha Consorte do Reino da Inglaterra e Reino da Irlanda de 1543 até 1548.
Tinha um bom relacionamento com os três filhos de Henrique VIII e contribuiu de perto para a educação de Isabel e Eduardo – ambos, mais tarde, acabaram tornando-se monarcas da Inglaterra. Teve, ainda, bastante influência sobre o marido na questão do Terceiro Ato de Sucessão, de 1543, que colocou as princesas Maria e Isabel de volta à linha de sucessão ao trono.
De julho a setembro de 1544, enquanto Henrique estava em uma campanha militar na França, Catarina foi nomeada regente. Em caso de morte do rei, ela permaneceria como regente até que o príncipe Eduardo atingisse a maioridade. Apesar disso, em seu testamento, Henrique não deixou nenhuma função no governo para a rainha. Por conta de sua simpatia por causas protestantes, Catarina despertou a inimizade de poderosas autoridades católicas, que, em 1546, numa tentativa de colocar o rei contra Catarina, chegaram a elaborar um mandado de prisão contra ela; no entanto, logo o rei e ela se reconciliaram. Catarina publicou um livro, Prayers or Meditations – tornando-se a primeira rainha inglesa a publicar uma obra usando o verdadeiro nome. Após a morte de Henrique, ela publicou The Lamentations of a Sinner e também assumiu o papel de guardiã de Isabel.
Seis meses depois da morte de Henrique VIII, Catarina casou-se, pela quarta e última vez, com Tomás Seymour, 1.º Barão Seymour de Sudeley. O casamento foi breve, uma vez que Catarina morreu em setembro de 1548, provavelmente devido a complicações resultantes do parto.

## Vida
Catarina nasceu em 1512, provavelmente em agosto, embora a data exata seja desconhecida. Ela era a filha mais velha de Sir Tomás Parr, Lorde do Castelo de Kendal em Westmorland (hoje parte da Cúmbria), descendente de Rei Eduardo III, e Maud Green, filha e co-herdeira de Sir Tomás Green, Lorde de Greens Norton, em Northamptonshire, e da sua mulher, Joan Fogge. Catarina tinha um irmão mais novo, William, que mais tarde tornou-se o 1.º Marquês de Northampton, e uma irmã, Ana, que mais tarde tornou-se Condessa de Pembroke. Sir Thomas Parr era bastante próximo do rei Henrique VIII. Sua esposa, Lady Parr, era amiga e dama de companhia da rainha Catarina de Aragão (primeira esposa do rei Henrique VIII). Presume-se que Catarina tenha sido batizada com esse nome em homenagem à rainha, que também era sua madrinha.

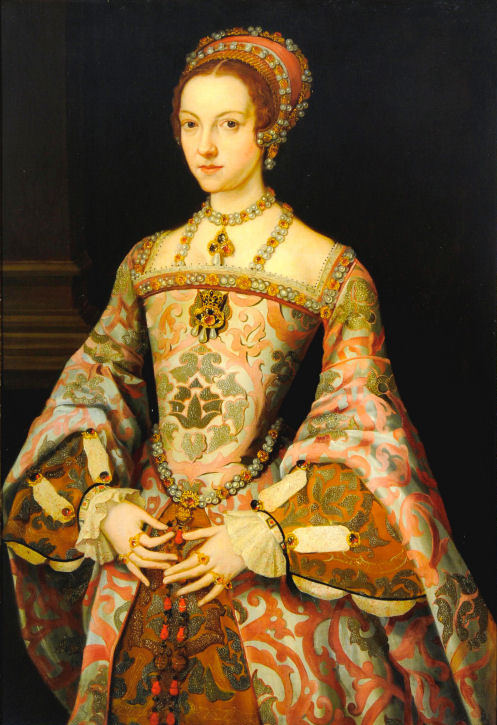
Rainha Catarina Parr (1512-1548) c. de 1600-1770.

Com apenas 15 anos, casou com Edward, Lord Borough, que morreu poucos anos depois. No princípio da década de 1530, Catarina casou de novo com John Neville, Lord Latimer. Após a morte de Latimer, Catarina tornou-se numa viúva de enorme fortuna e atraíu as atenções de Tomás Seymour, irmão de Joana Seymour, a terceira consorte do rei Henrique VIII, que retribuiu. Catarina e Seymour fizeram planos de matrimónio, mas o rei Henrique VIII apaixonou-se por ela e propôs-lhe casamento. Sem força política para recusar os avanços do rei, Catarina cedeu e tornou-se na sua sexta mulher a 12 de Julho de 1543.
A sua relação com Henrique VIII não foi propriamente tranquila, sendo frequentes as discussões entre os dois. No entanto, dado que o foco da discórdia era teologia, Catarina nunca perdeu o favor político e Henrique apreciava a sua cultura e tenacidade intelectual. As suas convicções religiosas, que lhe valeram a censura de Henrique por ser demasiado Protestante, eram uma das características e influenciaram a sua enteada Isabel, de quem era especialmente amiga.
Após a morte de Henrique VIII, Catarina conseguiu casar com o seu antigo apaixonado, Tomás Seymour. O casamento não foi provavelmente o que ela esperava, uma vez que Seymour se mostrava mais interessado no dinheiro dela e na Princesa Isabel, então a viver com o casal. Apesar disso, Catarina ficou grávida pela primeira vez, após quatro casamentos, e morreu de complicações relacionadas com o parto da sua filha Maria Seymour, que não sobreviveu por muito tempo. Foi sepultada na Capela de St. Mary, Castelo de Sudeley, Gloucestershire na Inglaterra.

## Na mídia popular
- A personagem de Catarina foi interpretado pela atriz Everley Gregg no filme de 1933, Os Amores de Henrique VIII.
- Rick Wakeman gravou a peça "Catherine Parr" para seu álbum de 1973 The Six Wives of Henry VIII. Na versão ao vivo de 2009 do seu álbum, a peça se chama "Katherine Parr".
- Catarina foi interpretada em 2010 pela atriz Joely Richardson na 4ª temporada da série de televisão a cabo The Tudors.
- Catarina aparece no musical Six, no qual as seis esposas do Rei Henrique formam um girl group moderno e competem para ver quem será a líder da banda.
- Catarina foi interpretada pela atriz Alicia Vikander no filme Firebrand, lançado em 2013 e dirigido pelo cineasta brasileiro Karim Aïnouz.